# Mite del deu per cent del cervell

cervell i crani humans

El mite del deu per cent del cervell o del noranta per cent del cervell afirma que els humans generalment només utilitzen una desena part (o alguna altra petita fracció) del seu cervell. S'ha intentat atribuir erròniament a molts científics i figures històriques famoses, en particular a Albert Einstein. Per extrapolació, se suggereix que una persona pot "aprofitar" o "desbloquejar" aquest potencial no utilitzat i augmentar la seva intel·ligència.
S'han demostrat canvis en la substància grisa i blanca després de noves experiències i aprenentatge, però encara no s'ha demostrat quins són aquests canvis. La idea popular que grans parts del cervell romanen sense utilitzar i que posteriorment podrien ser "activades" es basa en el folklore i no en la ciència. Tot i que els mecanismes específics relacionats amb la funció cerebral encara no s'han descrit completament (com la memòria o la consciència), la fisiologia del mapatge cerebral suggereix que totes les àrees del cervell tenen una funció i que s'utilitzen gairebé tot el temps.

## Origen
Un origen probable del "mite del 10%" són les teories de l'energia de reserva dels psicòlegs de la Universitat Harvard William James i Boris Sidis. A la dècada de 1890, van posar a prova la teoria en la criança accelerada del nen prodigi William James Sidis. Posteriorment, James va dir al públic de la conferència que les persones només assoleixen una fracció del seu potencial mental total, la qual cosa és una afirmació plausible.
El concepte va guanyar popularitat en circular dins del moviment d'autoajuda dels anys vint; per exemple, l'⁣Almanac Mundial de 1929 afirmà: "NO HI HA LÍMIT a què pot aconseguir el cervell humà. Els científics i els psicòlegs ens diuen que només fem servir al voltant del DEU PER CENT de la nostra capacitat cerebral".
Així, aquest mite es va convertir en una "idea predilecta" de l'escriptor i editor de ciència-ficció John W. Campbell, qui va escriure en un conte del 1932 que "cap home en tota la història va utilitzar mai ni la meitat de la part pensant del seu cervell".
El 1936, l'escriptor i locutor estatunidenc Lowell Thomas va popularitzar la idea, en un pròleg a How to Win Friends and Influence People de Dale Carnegie, incloent-hi el percentatge falsament precís: "El professor William James de Harvard solia dir que l'home mitjà només desenvolupa el deu per cent de la seva capacitat mental latent".
A la dècada del 1970, el psicòleg i educador d'origen búlgar Georgi Lozanov va proposar el mètode d'ensenyament de la suggestopèdia, creient que "podríem estar utilitzant només entre un cinc i un deu per cent de la nostra capacitat mental".
L'origen del mite també s'ha atribuït a Wilder Penfield, el neurocirurgià nascut als Estats Units que va ser el primer director de l'Institut Neurològic de Montreal de la Universitat McGill.
Segons una història relacionada amb l'origen del mite, el deu per cent probablement va sorgir d'un malentès (o tergiversació) de la recerca neurològica a finals del segle XIX o principis del segle XX. Per exemple, les funcions de moltes regions del cervell (especialment a l'⁣escorça cerebral) són prou complexes perquè els efectes del dany siguin subtils, cosa que va portar els primers neuròlegs a preguntar-se què feien aquestes regions. També es va descobrir que el cervell estava format principalment per cèl·lules glials, que semblaven tenir funcions molt menors. James W. Kalat, autor del llibre de text Biological Psychology, assenyala que els neurocientífics de la dècada del 1930 coneixien el gran nombre de neurones "locals" que hi havia al cervell. Així que el malentès sobre la funció de les neurones locals podia haver donat lloc al mite del deu per cent. El mite podria haver-se propagat simplement per un truncament de la idea que alguns utilitzen un petit percentatge del seu cervell en un moment donat. En el mateix article de Scientific American, John Henley, neuròleg de la Mayo Clinic de Rochester, Minnesota, afirmà: "L'evidència demostraria que durant un dia fas servir el 100% del cervell".
Tot i que algunes parts del cervell tenen funcions àmpliament conegudes, encara hi ha molts misteris sobre com les cèl·lules cerebrals (és a dir, les neurones i la glia) treballen conjuntament per produir comportaments i trastorns complexos. Potser la pregunta més àmplia i misteriosa és com diverses regions del cervell col·laboren per formar experiències conscients. Fins ara, no hi ha proves que hi hagi un lloc únic per a la consciència, cosa que porta els experts a creure que realment es tracta d'un esforç neuronal col·lectiu. Per tant, igual que amb la idea de James que els humans tenen un potencial cognitiu inexplorat, pot ser que un gran nombre de preguntes sobre el cervell no s'hagin respost completament.

## Anàlisi
El neuròleg Barry Gordon descriu el mite com a fals i afegeix: "Fem servir pràcticament totes les parts del cervell, i que (la major part) el cervell està actiu gairebé tot el temps". El neurocientífic Barry Beyerstein establí sis tipus de proves que refuten el mite del deu per cent:
- Estudis de danys cerebrals: si normalment s'utilitza el 10% del cervell, els danys a altres zones no haurien de perjudicar el rendiment. En canvi, gairebé no hi ha cap àrea del cervell que es pugui danyar sense pèrdua de capacitats. Fins i tot un dany lleu a petites zones del cervell pot tenir efectes profunds.
- Les exploracions cerebrals han demostrat que, independentment del que es faci, totes les àrees del cervell estan sempre actives. Algunes zones són més actives en un moment donat que d'altres, però excepte en cas de dany cerebral, no hi ha cap part del cervell que no funcioni en absolut. Tecnologies com la tomografia per emissió de positrons (PET) i la ressonància magnètica funcional (fMRI) permeten monitorar l'activitat del cervell viu. Revelen que, fins i tot durant el son, totes les parts del cervell mostren algun nivell d'activitat. Només en cas de danys greus el cervell té zones "silencioses".
- El cervell té un cost enorme per a la resta del cos, pel que fa al consum d'oxigen i nutrients. Pot requerir fins a un 20% de l'energia del cos — que qualsevol altre òrgan— — tot i que només representa el 2% del pes corporal humà.[16][17] Si la major part fos innecessària, hi hauria un gran avantatge de supervivència per als humans amb cervells més petits i eficients. Si això fos cert, el procés de selecció natural hauria eliminat les porcions ineficients del cervell. També és molt improbable que un cervell amb tanta matèria redundant hagués evolucionat, en primer lloc; donat el risc històric de mort durant el part associat a la gran mida del cervell (i, per tant, a la mida del crani) dels humans,[18] hi hauria una forta pressió de selecció contra una mida de cervell tan gran si es necessités menys de la meitat.
- Localització de la funció: en lloc d'actuar com una sola massa, el cervell té regions diferents per a diferents tipus de processament d'informació. Dècades de recerca s'han dedicat a cartografiar funcions en àrees del cervell, i no s'han trobat àrees sense funció.
- Anàlisi microestructural: En la tècnica d'enregistrament d'una sola unitat, els investigadors insereixen un petit elèctrode al cervell per controlar l'activitat d'una sola cèl·lula. Si la majoria de les cèl·lules no estiguessin utilitzades, aquesta tècnica ho hauria revelat.
- Esporga sinàptica⁣: Les cèl·lules cerebrals que no s'utilitzen tenen tendència a degenerar. Per tant, si la major part del cervell estigués inactiva, l'autòpsia de cervells adults normals revelaria una degeneració a gran escala.

En desmentir el mite del deu per cent, l'editora de Knowing Neurons, Gabrielle-Ann Torre, va escriure que utilitzar tot el cervell tampoc seria desitjable. Aquesta activitat desenfrenada gairebé amb tota seguretat desencadenaria un atac epilèptic. Torre escriví que, fins i tot en repòs, una persona probablement utilitza tant del seu cervell com sigui raonablement possible a través de la xarxa de mode per defecte, una xarxa cerebral generalitzada que està activa i sincronitzada fins i tot en absència de qualsevol tasca cognitiva. Així, "grans porcions del cervell mai no estan realment latents, com podria suggerir el mite del 10%".

## En la cultura popular
Alguns defensors de la creença del "deu per cent del cervell" han afirmat durant molt de temps que les nou dècimes parts "no utilitzades" són capaces de mostrar "poders psíquics" i es poden entrenar per realitzar telecinesi i percepció extrasensorial. Aquest concepte s'associa especialment amb el camp proposat de la "psiònica" (psíquica + electrònica), un projecte especialment favorit per l'influent editor de ciència-ficció John W. Campbell, Jr. durant les dècades del 1950 i el 1960. Malgrat tot, però, no hi ha cap conjunt de proves científicament verificades que donin suport a l'existència d'aquests poders. Aquestes creences romanen esteses entre els defensors de la New-age fins als nostres dies.
El 1980, Roger Lewin va publicar un article a Science, "Is Your Brain Really Necessary?", sobre estudis de John Lorber al voltant de les pèrdues de l'escorça cerebral. Informava del cas d'un estudiant de la Universitat de Sheffield que tenia un coeficient intel·lectual de 126 i va aprovar una llicenciatura en Matemàtiques, però que gairebé no tenia matèria cerebral discernible, ja que el seu còrtex estava extremadament reduït per la hidrocefàlia. L'article va conduir a l'emissió d'un documental de Yorkshire Television amb el mateix títol, tot i que tractava d'un altre pacient que tenia una massa cerebral normal distribuïda de manera inusual en un crani molt gran. Es van proposar explicacions per a la situació del primer estudiant, i els revisors van assenyalar que les exploracions de Lorber evidenciaven que la massa cerebral del subjecte no era absent, sinó que estava compactada en el petit espai disponible, possiblement comprimida a una densitat més gran que el teixit cerebral normal.
S'han escrit diversos llibres, pel·lícules i contes estretament relacionats amb aquest mite. Inclouen la pel·lícula de 1986 Flight of the Navigator; la pel·lícula de 1995 Powder; la novel·la The Dark Fields i la seva adaptació cinematogràfica del 2011, Sense límits (que afirmava un 20% en lloc del 10% típic); la pel·lícula de 1991 Defending Your Life; la sèrie de televisió The 4400; el novè llibre (White Night) de la sèrie de llibres de Jim Butcher The Dresden Files; el manga Shonen Psyren; i la pel·lícula de 2014 Lucy, moltes de les quals operen sota la idea que es podria accedir a la resta del cervell mitjançant l'ús d'una droga. Lucy, en particular, representa un personatge que adquireix habilitats cada cop més divines un cop supera el deu per cent, tot i que la pel·lícula suggereix que el deu per cent representa la capacitat cerebral en un moment concret en lloc de l'ús permanent.
El mite va ser examinat en un episodi de MythBusters del 27 d'octubre de 2010. Els amfitrions van utilitzar magnetoencefalografia i ressonància magnètica funcional per escanejar el cervell d'algú que intentava dur a terme una tasca mental complicada i van descobrir que es va utilitzar fins a un 35% durant la prova.
El mite del cervell del deu per cent apareix amb freqüència en anuncis, i en els mitjans d'entreteniment sovint se cita com a fet.
La novel·la gràfica Scott Pilgrim parodia el mite, juntament amb la justificació que l'altre 90% està "ple de mató i sèrum de llet", com a explicació de per què els vegans, com l'antagonista Todd Ingram, posseeixen poders psíquics.
En un episodi de la segona temporada de Fetch! With Ruff Ruffman, titulat "Ruff's Case of Blues in the Brain", la teoria és desmentida.
En un episodi de Teen Titans Go!, Beast Boy intenta resoldre un trencaclosques de Find-It desbloquejant un percentatge més gran del seu cervell.